# Adolf De Grande
Adolf De Grande (Lissewege, 5 mei 1881 - na 1946) was een landbouwer en burgemeester van Lissewege.

## Burgemeester
De Grande was landbouwer in de poldergemeente Lissewege en het was niet verwonderlijk dat de toen nog vele landbouwersgezinnen hem tot lid verkozen van de gemeenteraad.
Na de gemeenteraadsverkiezingen van oktober 1938 werd hij tot burgemeester van Lissewege benoemd en trad hij op 1 januari 1939 in functie. Hij nam de opvolging van Jan Maenhoudt die net voor de gemeenteraadsverkiezingen was overleden. Op 5 mei 1941 bereikte hij de leeftijdsgrens die door de bezetter was opgelegd en op 31 juli werd hij uit zijn ambt ontzet en door Amedée Boi opgevolgd. In september 1944 nam hij bij de Bevrijding zijn burgemeesterstaak weer op, nadat de fusie van Groot-Brugge was ongedaan gemaakt. Hij bleef dit ambt tot in 1946 uitoefenen en werd opgevolgd door René De Geeter.

## De rij van burgemeesters
De Grande situeert zich als een van de laatsten in de rij van burgemeesters die vanaf de Franse Tijd tot aan de fusie van 1 januari 1971 Lissewege bestuurden, zie Lijst van burgemeesters van Lissewege.
De oorlogsburgemeesters Amedée Boi (Lissewege) en Jozef Devroe (Groot-Brugge) zijn op de officiële lijst niet opgenomen.